# NBA 허슬상
NBA 허슬상(영어: Hustle Award)은 NBA에서 2017년 신설된 상이다.

## 수상자 목록
| 시즌      | 수상자          | 소속 팀                 |
| --------- | --------------- | ----------------------- |
| 2016~2017 | 패트릭 베벌리   | 휴스턴 로키츠           |
| 2017~2018 | 아미르 존슨     | 필라델피아 세븐티식서스 |
| 2018~2019 | 마커스 스마트   | 보스턴 셀틱스           |
| 2019~2020 | 몬트레즐 해럴   | 로스앤젤레스 클리퍼스   |
| 2020~2021 | 테디어스 영     | 시카고 불스             |
| 2021~2022 | 마커스 스마트   | 보스턴 셀틱스           |
| 2022~2023 | 마커스 스마트   | 보스턴 셀틱스           |
| 2023~2024 | 알렉스 카루소   | 시카고 불스             |
| 2024~2025 | 드레이먼드 그린 | 골든스테이트 워리어스   |